# Police militaire du ministère de la Défense de la fédération de Russie
La Direction générale de la police militaire (Главное управление военной полиции Министерства обороны Российской Федерации) est la branche de contrôle de la sécurité interne des Forces armées de la fédération de Russie. Elle est subordonnée au ministère de la Défense et forme une partie des forces policières russes; mais elle n'a aucun lien avec la police civile du ministère de l'Intérieur. Sa fonction est le contrôle de la discipline militaire, l'ordre public et la sécurité nationale.
Elle a été formée à l'été 2011 par Anatoli Serdioukov et réorganisée le 25 mars 2015 par décret du président de la fédération de Russie, Vladimir Poutine. Ses domaines de compétence sont liés au champ d'opérations des forces armées, de sorte que son champ d'opération peut être à la fois en Russie elle-même, ainsi que dans les zones où le pays est impliqué dans la guerre.
Le chef de la direction général de la police militaire est d'office le premier vice-ministre de la Défense. Son chef actuel est depuis février 2020 le colonel-général Sergueï Kouralenko, succédant au lieutenant-général Vladimir Ivanovski.
Son état-major est au n° 19 de la rue Znamenka à Moscou.

## Chefs de la police militaire
- Lieutenant-général Sergueï Sourovikine (2010-2012)[1] (à l'origine de la structure, il ne dirige pas formellement)
- Général de division Andreï Netchaïev (2012-2013)[2]
- Major-général Igor Sidorkevitch (2013-2016)[3]
- Lieutenant-général Vladimir Ivanovski (2016-2020)[4]
- Colonel-général Sergueï Kouralenko (depuis le 21 février 2020)

## Photographies

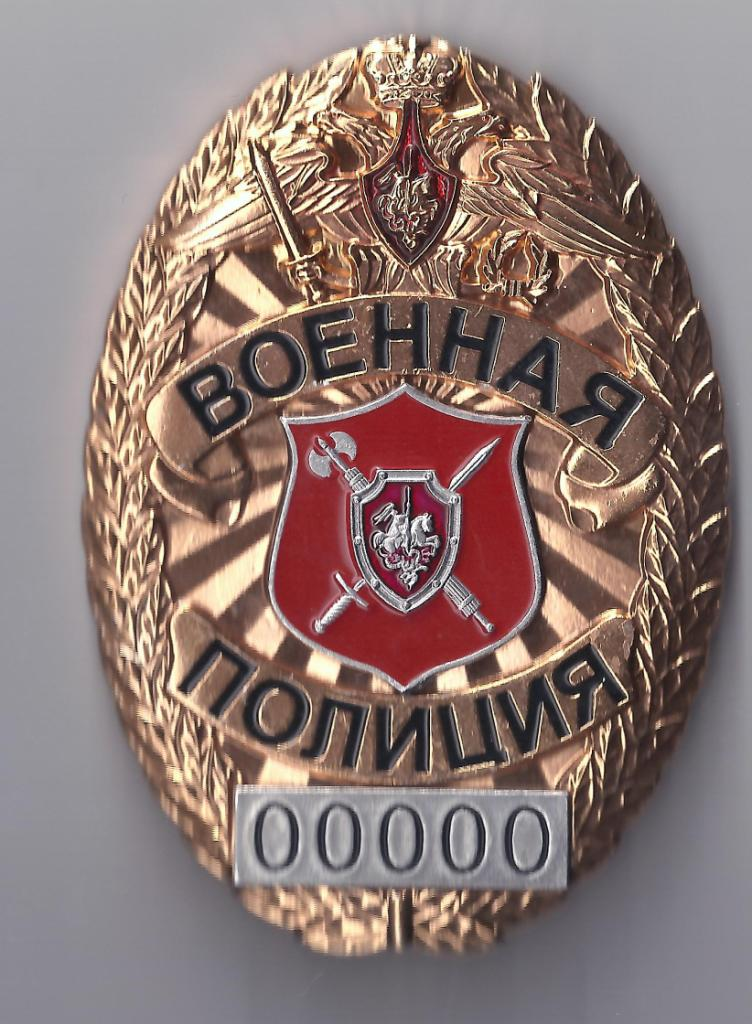
Emblème de la police militaire.
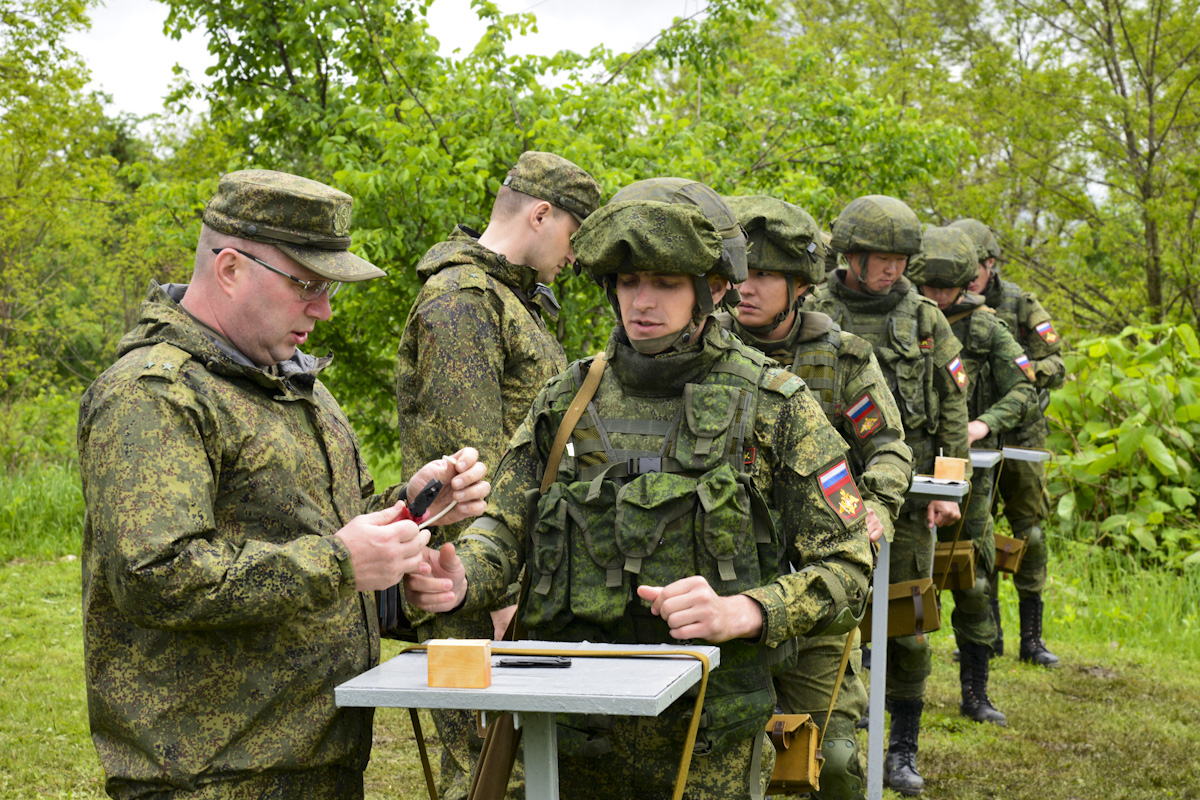
La police militaire à Vladikavkaz (Russie)
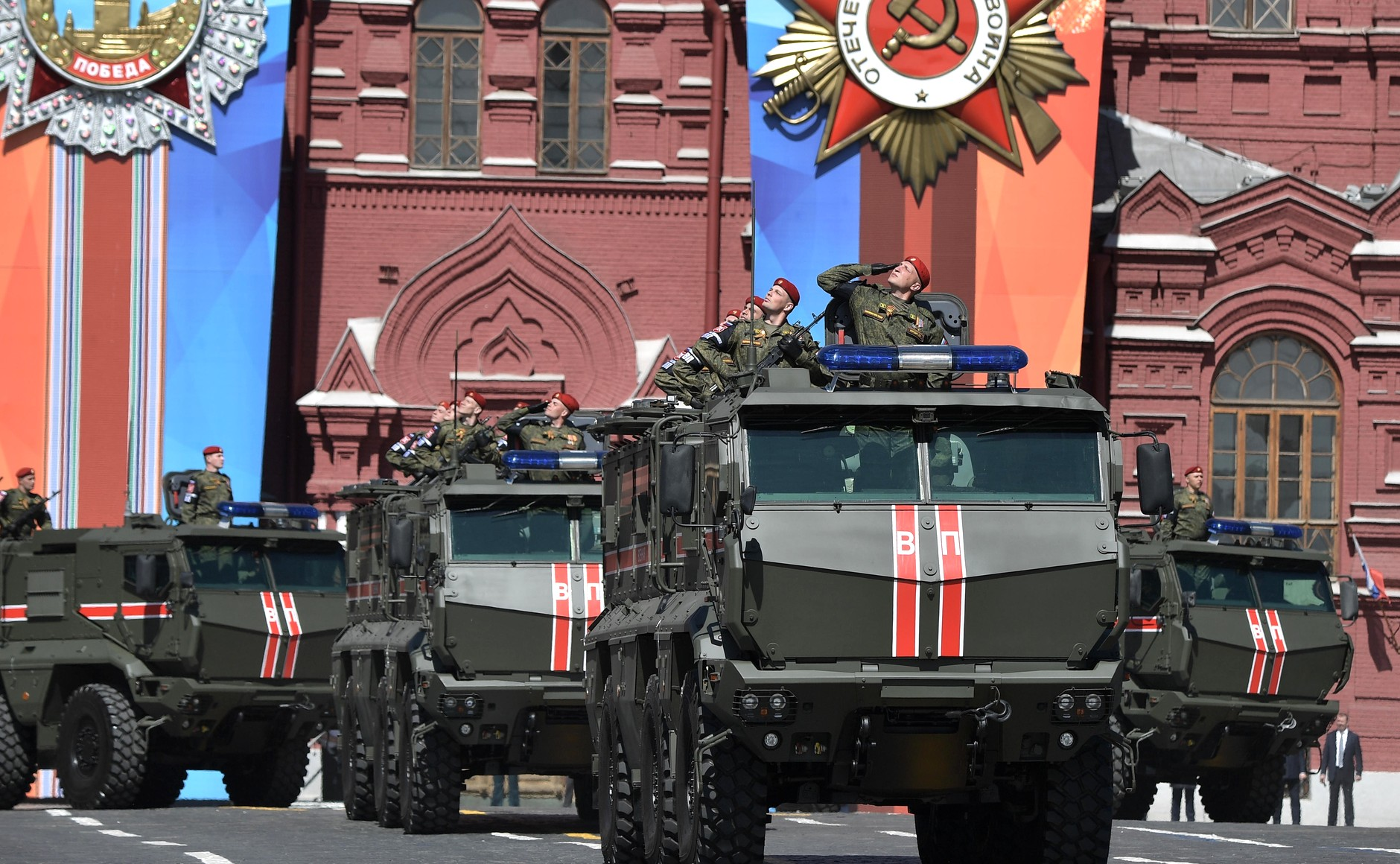
La police militaire à Moscou (Russie)
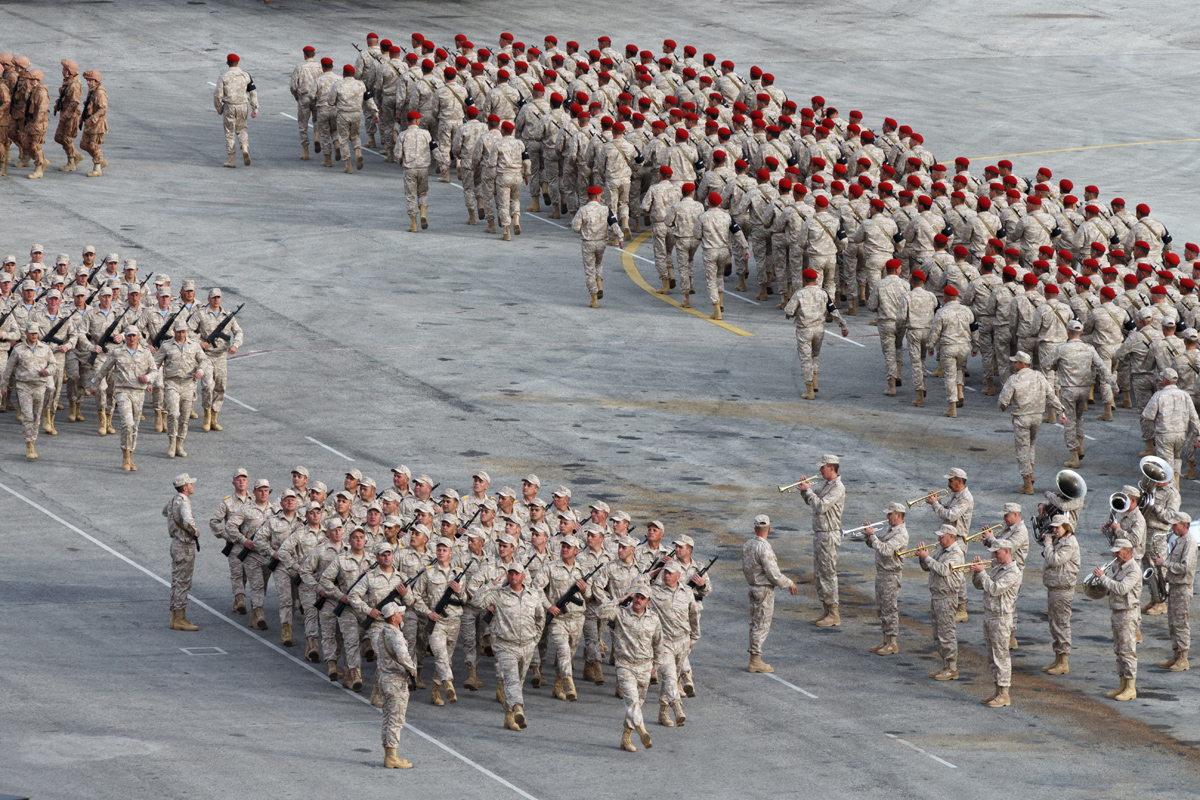
La police militaire à Jablé (Syrie)